# Château de Saint-Cirgues-de-Malbert
Le château de Saint-Cirgues est un château du XVIIe siècle, situé sur un parc boisé au sommet d’un éperon rocheux dans la commune de Saint-Cirgues-de-Malbert, dans le Cantal (France), à 600 mètres d'altitude.

## Description

### Situation
Le château est bâti sur un coteau rocheux, adossé côté sud sur la forêt s’inclinant vers la rivière de la Doire, et côté nord, à un pâturage. Il surplombe le village de Saint-Cirgues-de-Malbert (Cantal) et son église romane du XIe siècle.

### Extérieur
La propriété est composée d’un corps de logis à trois étages, d’un long bâtiment servant d’écuries et de grange, d’un fournil et son four, et d’un jardin.
Le grand corps de logis de forme rectangulaire était flanqué aux angles d'échauguettes carrées à mâchicoulis, et sa façade arrière à l’ouest présente 2 latrines en encorbellement.

### Intérieur
À l’intérieur, le petit vestibule fait face à un large escalier droit en pierre, à 2 volées parallèles par étage. À droite se situe la cuisine, avec une large cheminée et une souillarde. Une petite porte permet d’accéder à une pièce voûtée, la cave-réserve, éclairée d’une fente de lumière sous laquelle est aménagé un évier bas en pierre. Cette cave, exposée au nord, quasi aveugle, devait probablement jouer le rôle de garde-manger et préserver les aliments de l’humidité, de la chaleur et de la lumière.
À gauche du vestibule se trouve le salon/salle à manger composé de 3 grandes pièces et de 2 grandes cheminées. D’après les descriptions d’époque, les salles du rez-de-chaussée étaient décorées de tableaux aux cadres dorés et des rideaux de velours rouge cramoisi ornaient les fenêtres aux vitres montées en bois. Les chambres du premier étage étaient elles décorées de tapisseries en laine représentant des personnages et de rideaux de velours vert aux fenêtres aux vitres montées en plomb.
Au premier étage se trouvaient 5 chambres, agrémentées de cheminées dans quatre d’entre elles, et de deux latrines côté Ouest.
Deux minuscules pièces sont encastrées dans l’épais mur entre les cheminées. Dans l’une d’elles (côté Sud), se trouve une petite fenêtre ainsi qu’une sorte de cuve creusée dans le sol.
Au second étage se trouvaient cinq chambres de service avec des cheminées plus petites avec des linteaux en bois et non en pierre.

## Historique
- Géraud de Saint-Cirgues dit de Malfaras, construisit sur les terres de Saint-Cirgues de Malbert, le château de Malfaras en 1312[1].

- Les terres passèrent par dot d’Antoinette de Malfaras à son mari, Pierre de Pouzols, et ces derniers restèrent sur les terres jusqu’aux années 1500.

Pierre d'Albars devint coseigneur de Saint-Cirgues en 1368. Un de ces descendants, Guy d’Albars, n'eut pas d'enfants, ainsi sa succession alla à la maison de Giscard (du Quercy) en 1543.
- La terre de Saint-Cirgues, avec les ruines de son château incendié, fut vendue en 1645 par Jean de Giscard, chevalier, baron de Thédirac, à Jean de Pestels de Levy, baron de Caylus, pour 13 000 livres.

En 1645, Jacques de Chaumeil, servant dans le régiment des Gardes du corps du Roi, cède le château de La Roche-Loupiac, qu’il avait hérité par mariage avec la famille de Scorailles, à Jean de Pestels, en échange des terres de Saint-Cirgues et des ruines du château.
- Avec son fils François de Chaumeil, écuyer, il fait construire en 1690, le château neuf de Saint-Cirgues. Faute de moyens, les murs de refend sont terminés à la terre et non à la chaux.

- En 1733, Marie-Françoise de Chaumeil, porta en dot la seigneurie de Saint-Cirgues en épousant François Dubois, sieur de Saint-Étienne.

- Le 9 août 1777, la Seigneurie de Saint-Cirgues-de-Malbert est vendue par les Dubois de Saint-Étienne à Claude-Louis de Leotoing, marquis d’Anjony, pour la somme de 110 000 livres, qui l'a conservée jusqu'à la Révolution de 1789, la seigneurie fut alors récupérée par la République.

- Aux XIXe et XXe siècles, le château de Saint-Cirgues appartiendra à la famille Laden, qui le laissera à l'abandon au début du XXIe siècle. Il sera alors racheté successivement en 2005 et 2017 par des particuliers en vue de sa sauvegarde et rénovation[3].

## Galerie

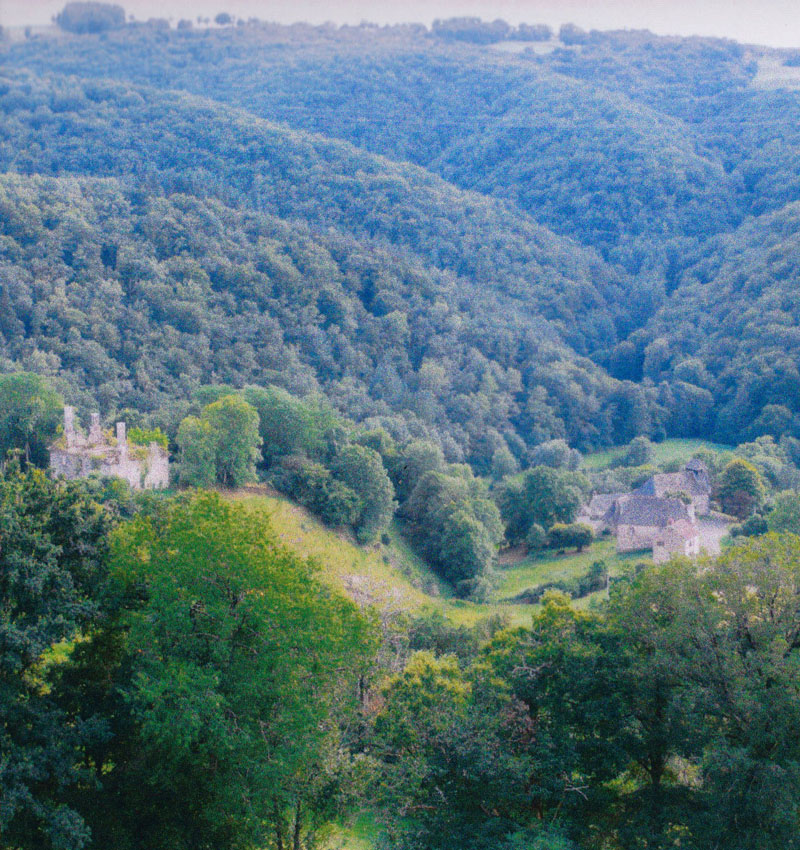
Le château dominant le village
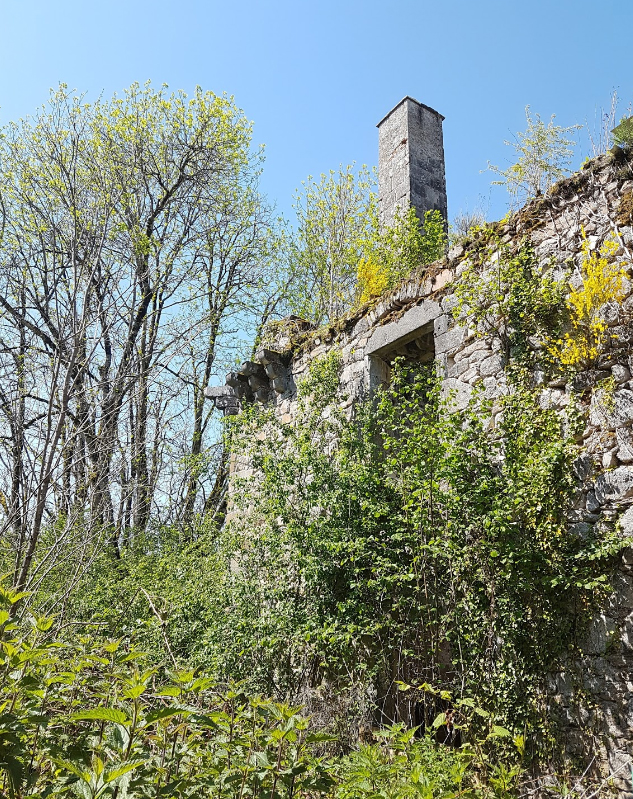
La façade
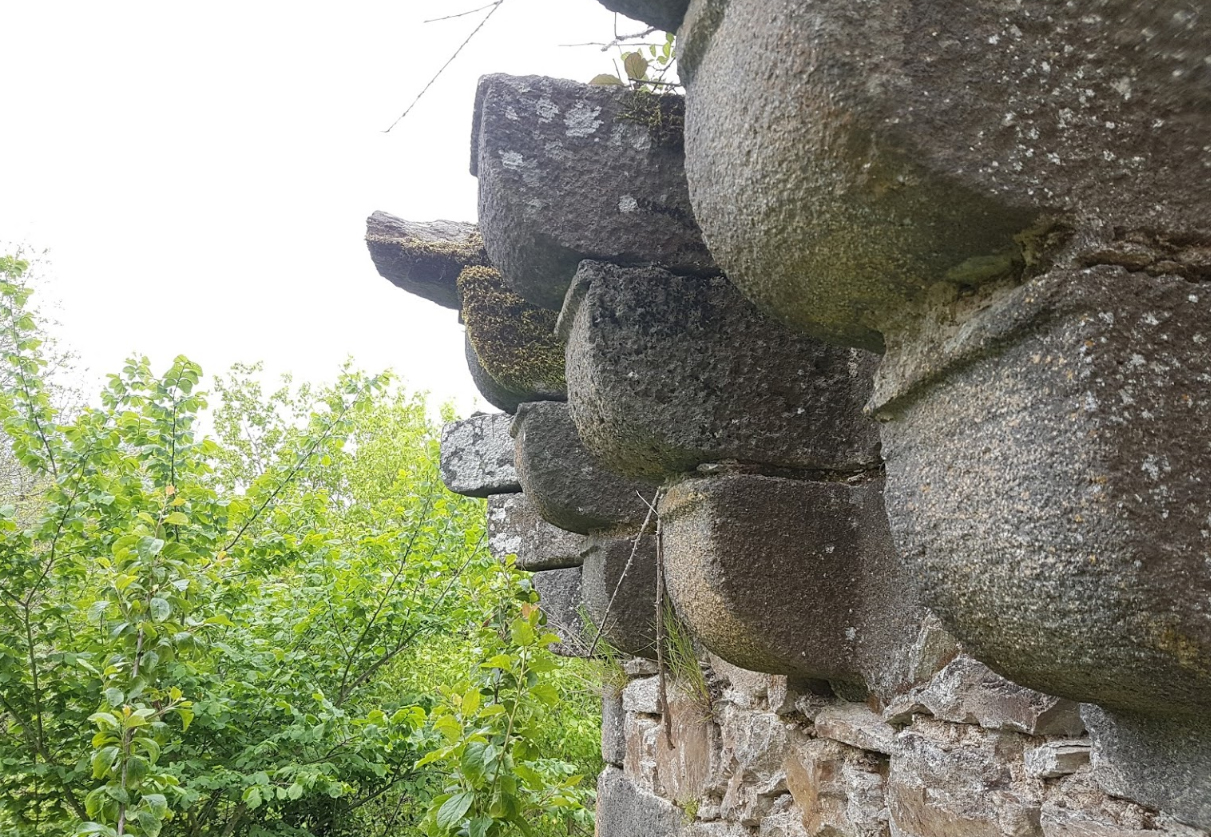
Les échauguettes
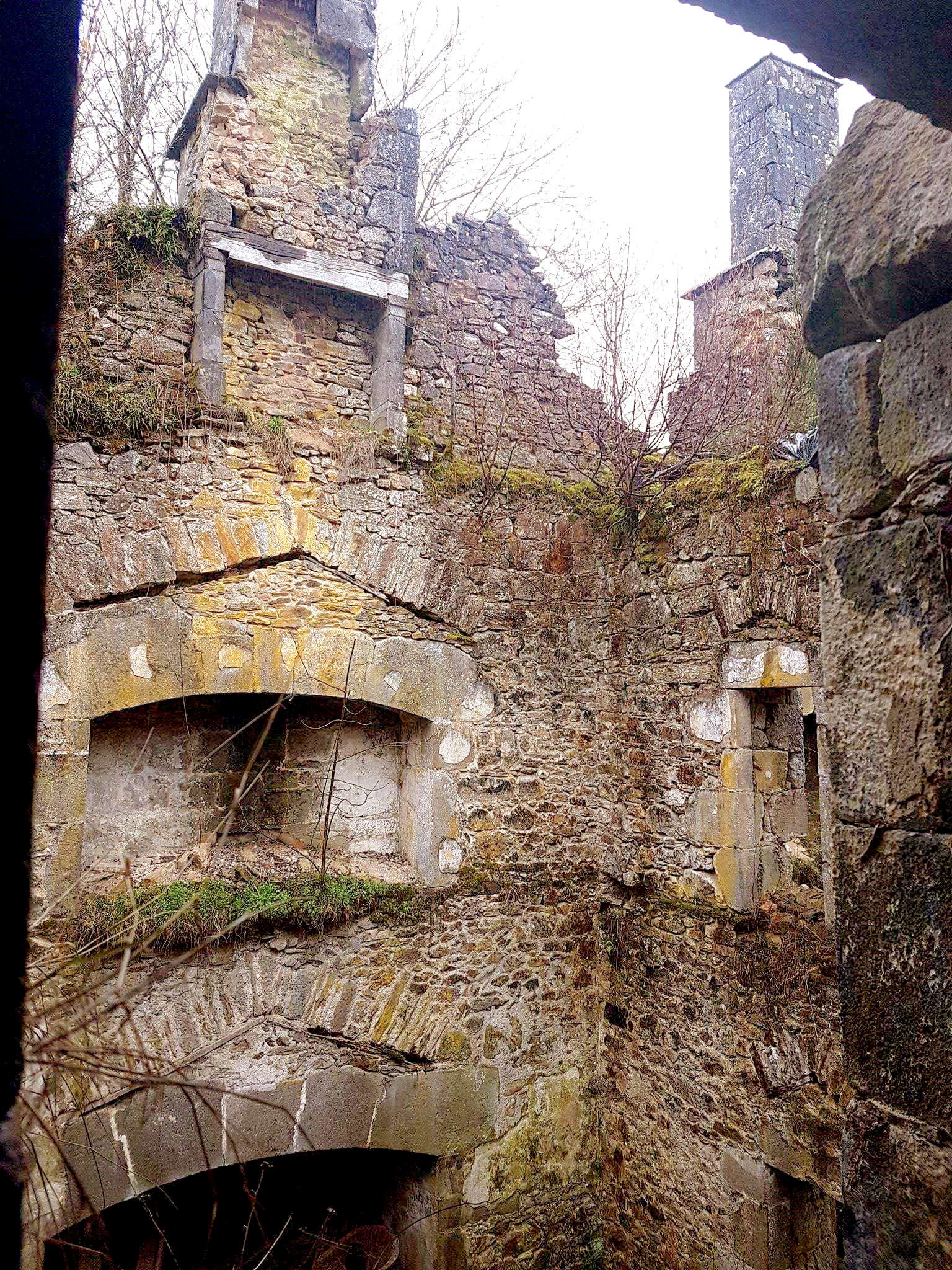
Les cheminées
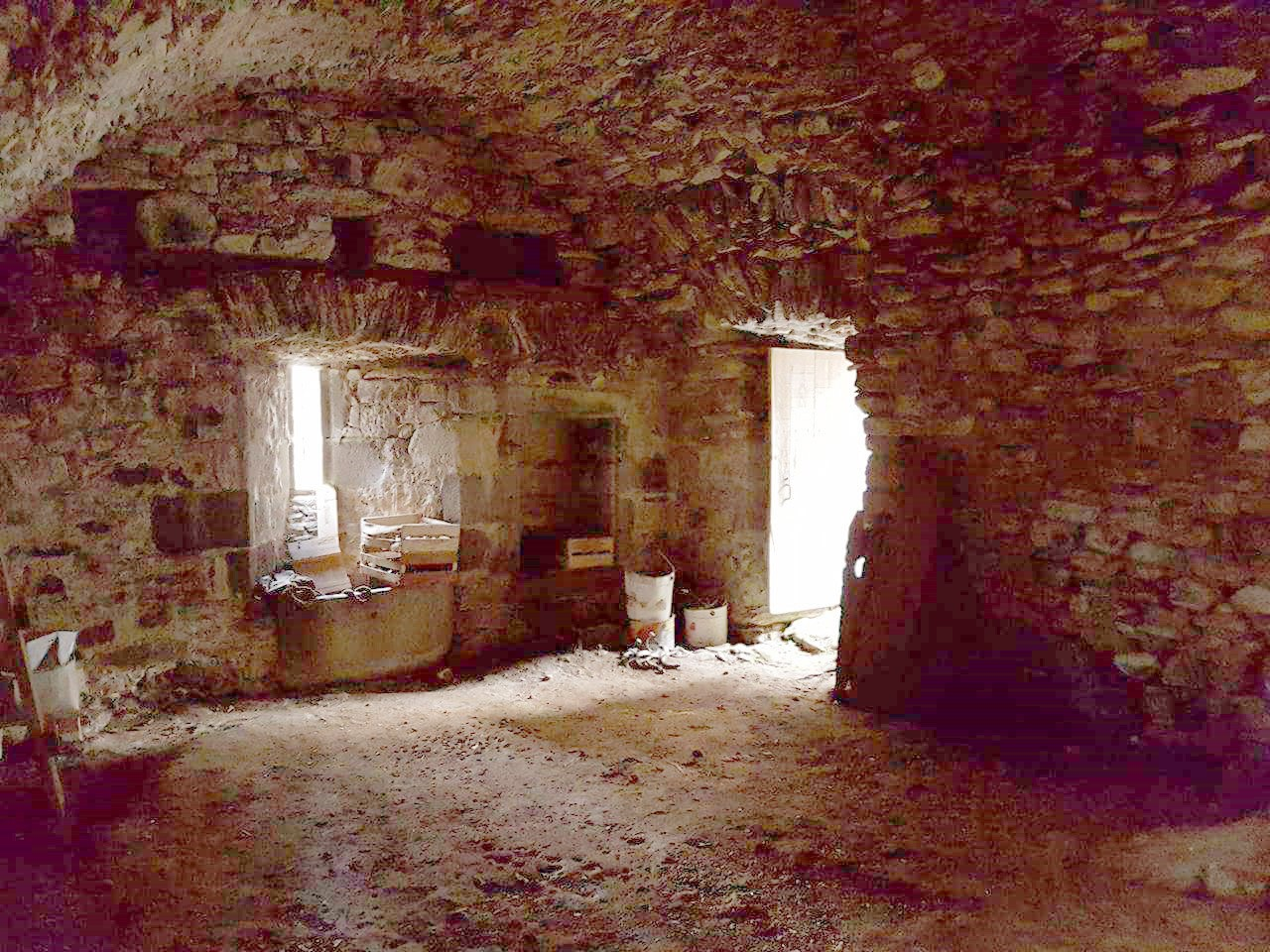
La réserve
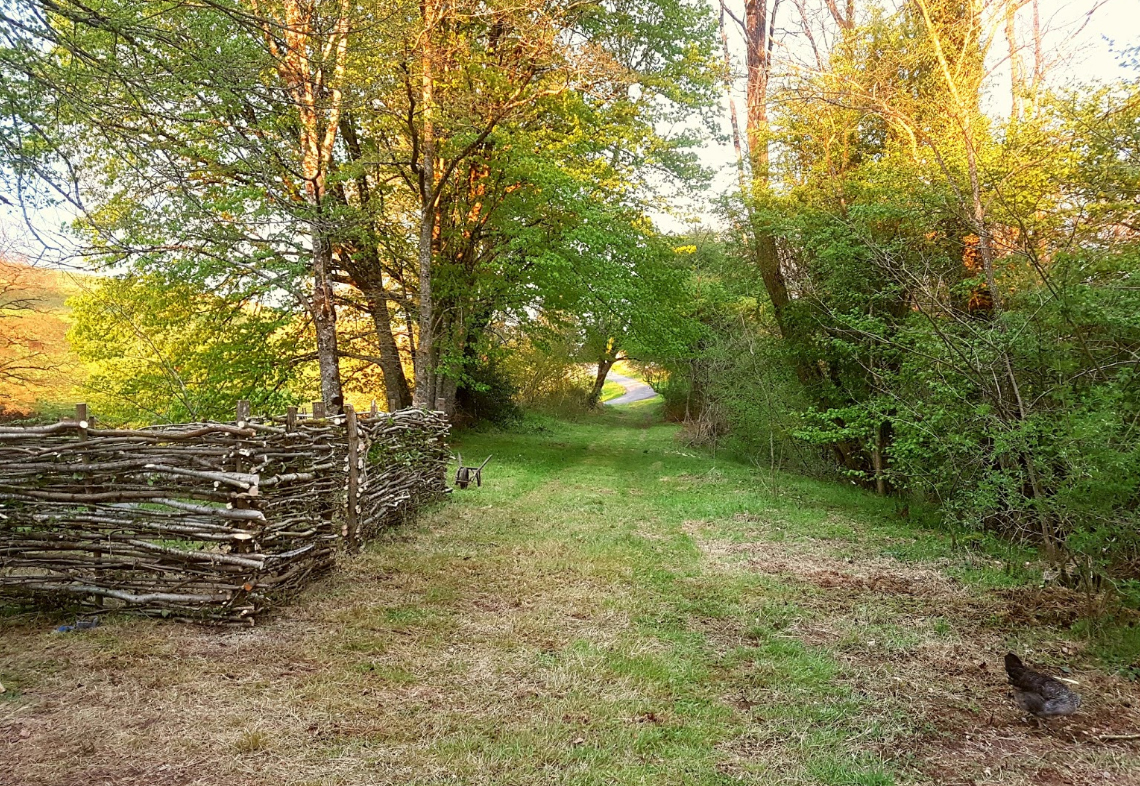
L'allée principale